# 蒙蒂勒
蒙蒂勒（法語：Montils，法語發音：[mɔ̃ti(l)]）是法国滨海夏朗德省的一个市镇，位于该省东部偏南，属于桑特区。

## 地理
蒙蒂勒（45°38'53"N, 0°30'12"W）面积23.64 平方千米，位于法国新阿基坦大区滨海夏朗德省，该省份为法国西部滨海省份，北起旺代省，西临大西洋，南至吉倫特省，东南接多爾多涅省，东北接德塞夫勒省接壤，东临夏朗德省。
与蒙蒂勒接壤的市镇（或旧市镇、城区）包括：贝尔讷伊、夏朗德河畔布里沃、谢拉克、科隆比耶、库尔库里、拉雅尔、佩里尼亚克、鲁菲亚克、圣莱热、圣瑟兰德帕莱讷、圣瑟韦德桑通格。

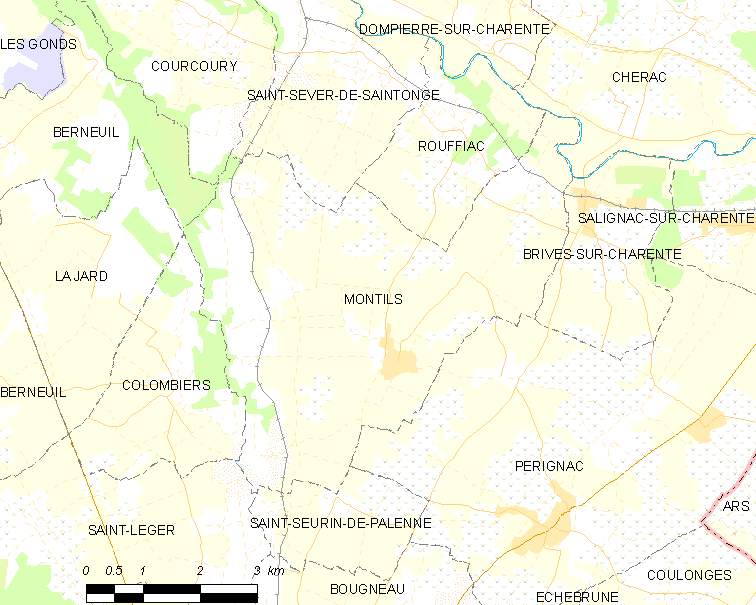
蒙蒂勒的OSM定位图

蒙蒂勒的时区为UTC+01:00、UTC+02:00（夏令时）。

## 行政
蒙蒂勒的邮政编码为17800，INSEE市镇编码为17242。

## 政治
蒙蒂勒所属的省级选区为泰纳克县。

## 人口

1962-2008年间蒙蒂勒人口变化图示

蒙蒂勒于2022年1月1日时的人口数量为871人。